# EUR Fermi (estación)
EUR Fermi es una estación de la línea B del Metro de Roma. Se encuentra en el barrio EUR, junto a la viale America y la Piazza della Stazione Enrico Fermi.
En su entorno se encuentra el PalaLottomatica y el lago artificial creados con motivo de los Juegos Olímpicos de Roma 1960, y el Archivo Central del Estado.

## Historia

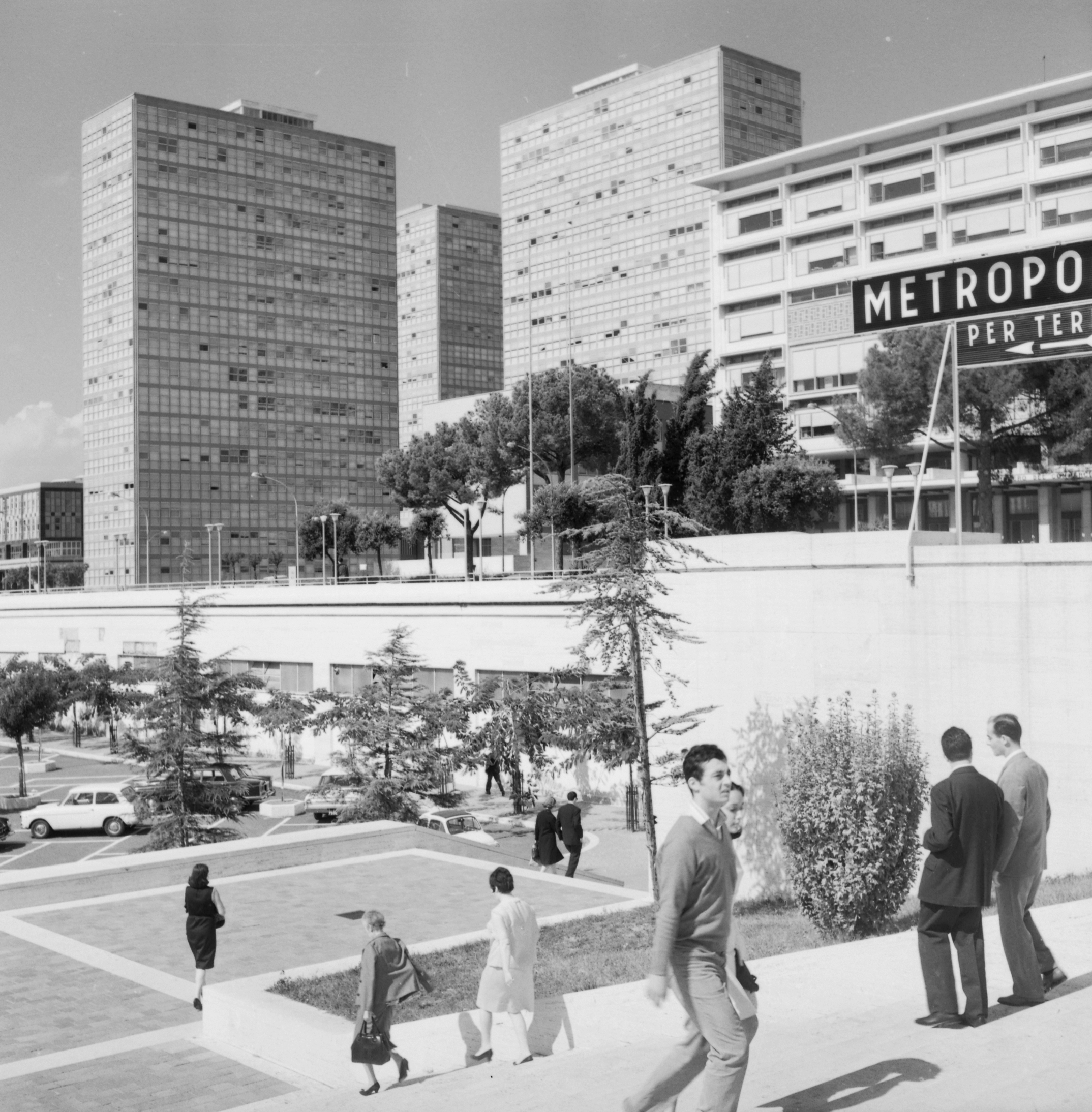
Foto por Paolo Monti, 1967

La estación fue inaugurada el 9 de febrero de 1955 por el entonces Presidente de la República Luigi Einaudi. El nombre de la estación cambió varias veces a lo largo de su historia: en la fase de diseño su nombre fue Esposizione salita, y sería utilizada principalmente por los visitantes a la Exposición Universal de 1942. Por ello, en su inauguración, su nombre quedó como Esposizione Est. Finalmente, su nombre actual es el de EUR Fermi.
El vestíbulo de la estación alberga mosaicos de los Premio Artemetro Roma Bruno Ceccobelli (Italia) y Rupprecht Geiger (Alemania).